# Prambachkirchen
Prambachkirchen ist eine Marktgemeinde im Bezirk Eferding im Hausruckviertel in Oberösterreich mit 2996 Einwohnern (Stand 1. Jänner 2025).

## Geografie
Prambachkirchen liegt auf 374 m Höhe im Hausruckviertel. Die Ausdehnung beträgt von Nord nach Süd 9,3 und von West nach Ost 6,9 Kilometer. Die Gemeinde hat eine Fläche von 28,73 Quadratkilometer. Davon sind 15 Prozent bewaldet und 74 Prozent der Fläche werden landwirtschaftlich genutzt.

### Gemeindegliederung
Das Gemeindegebiet umfasst folgende 35 Ortschaften (in Klammern Einwohnerzahl Stand 1. Jänner 2025):
- Andrichsberg (9)
- Baumgarten (23)
- Dachsberg (38)
- Gallham (96)
- Gföllnerwald (98)
- Großsteingrub (67)
- Grüben (17)
- Gschnarret (62)
- Hundswies (58)
- Kleinsteingrub (41)
- Langstögen (47)
- Mairing (127)
- Mittergallsbach (113)
- Mitterwinkl (26)
- Niederwinkl (25)
- Oberdoppl (27)
- Obereschlbach (16)
- Oberfreundorf (89)
- Obergallsbach (64)
- Pertmannshub (16)
- Prambachkirchen (1260)
- Prattsdorf (93)
- Reith (18)
- Sallmannsberg (42)
- Schöffling (52)
- Stallberg (29)
- Steinbruch (96)
- Taubing (23)
- Unterbruck (12)
- Unterdoppl (60)
- Untereschlbach (21)
- Untergallsbach (54)
- Unterprambach (59)
- Uttenthal (81)
- Weinberg (37)

Die Gemeinde besteht aus den Katastralgemeinden Dachsberg und Gallham.
Die Gemeinde liegt im Gerichtsbezirk Eferding.

### Nachbargemeinden

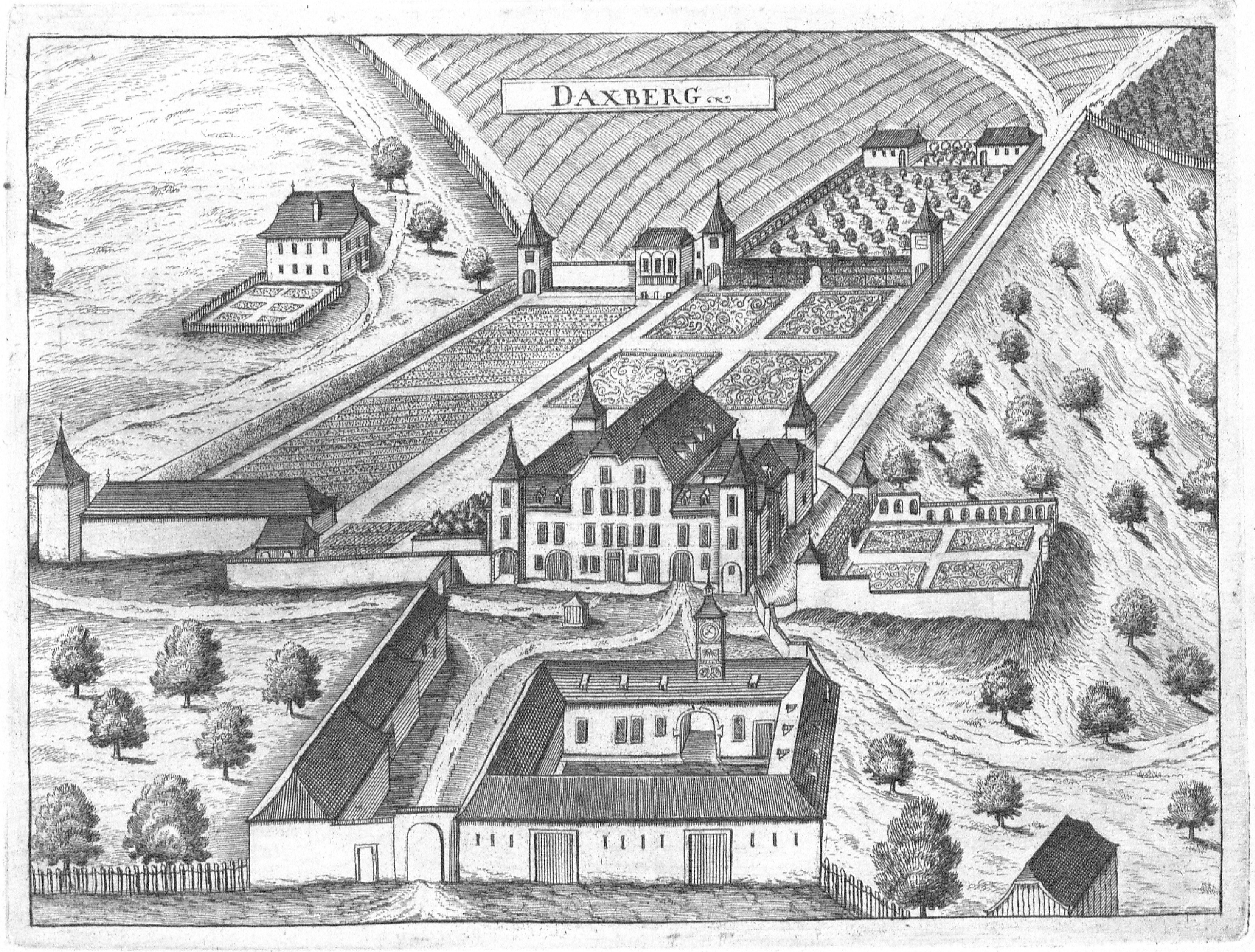
Schloss Dachsberg um 1674, Stich von Georg Matthäus Vischer

| Waizenkirchen (GR) |                                             | Stroheim                         |
|                    | Kompassrose, die auf Nachbargemeinden zeigt | Hinzenbach                       |
| Michaelnbach (GR)  | St. Thomas (GR)                             | St. Marienkirchen an der Polsenz |

## Geschichte

### Ortsgeschichte
Die ersten Spuren der Besiedelung des Gebietes, Steinbeile, Steinhämmer und Lochäxte, stammen aus der jüngeren Steinzeit (5000 bis 4000 v. Chr.). Der Fund einer Wurf-Stoßwaffe aus Hornstein weist allerdings darauf hin, dass in der jüngeren Altsteinzeit, in der letzten Eiszeitperiode (70.000/60.000 bis 20.000/15.000 v. Chr.), wandernde Eiszeitjäger in dieser Gegend lebten.
Eine für das Gebiet wichtige Siedlungswelle stellt die Einwanderung der Baiern/Bajuwaren ab dem 6. Jahrhundert dar. Einige Ortschaften entstanden in dieser ältesten Periode bairischer Landnahme. In den folgenden Jahren verdichtete sich die Besiedlung in der Form geschlossener Dorfsiedlungen.
Die ab dem Jahr 1130 aufscheinenden Nennungen von „Prambach“ beziehen sich wohl auf den heutigen Siedlungsbereich von Prambachkirchen, Oberprambach und Unterprambach. Prambachkirchen selbst wurde zwischen 1190 und 1204 erstmals urkundlich erwähnt. Der Name geht auf mittelhochdeutsch brame (Dornstrauch) zurück. Ende des 11. Jahrhunderts siedelte sich ein Zweig eines reichsfreien Geschlechts, die „Prambacher“, in der Gegend an. Der bedeutendste Spross dieser Familie war Bernhard von Prambach. Er wurde 1285 Bischof von Passau und gründete 1293 das Stift Engelszell. Neben zahlreichen Besitzungen übergab er dem Kloster „sein ganzes Erbgut in Prambach“.
Der Ansitz Dahsperch (Dachsberg) wurde erstmals in den Jahren 1200 und 1215 als Stammsitz der Herren von Daxberg urkundlich erwähnt. Das Schloss wurde im 17. Jahrhundert neu aufgebaut und erhielt im 18. Jahrhundert eine neue Fassade. Im Jahr 1920 übernahmen die Salesianer das Gebäude und richteten eine Missionsschule ein, heute betreiben sie darin ein Gymnasium.
Ursprünglich im Ostteil des Herzogtums Bayern liegend, gehörte der Ort seit dem 12. Jahrhundert zum Herzogtum Österreich. Seit 1490 wird er dem Fürstentum Österreich ob der Enns zugerechnet. Während der Napoleonischen Kriege war der Ort mehrfach besetzt.
Seit 1918 gehört der Ort zum Bundesland Oberösterreich. Nach dem Anschluss Österreichs an das Deutsche Reich am 13. März 1938 gehörte der Ort zum Reichsgau Oberdonau. 1945 erfolgte die Wiederherstellung Oberösterreichs. Prambachkirchen war bis 1923 Teil des Gerichtsbezirkes Waizenkirchen und wurde nach der Auflösung dieses Gerichtsbezirkes dem Gerichtsbezirk Eferding zugeschlagen.
Am 5. November 1932 wurde der Fall eines Meteoriten beobachtet, ein Stück dieses Steinmeteoriten befinden sich im Naturhistorischen Museum Wien.
Ebenfalls 1932 wurden die Phosphoritlagerstätten bei Prambachkirchen entdeckt, wonach die Phosphatite im Zeitraum 1935–1936 sowie 1945–1947 abgebaut wurden.

## Kultur und Sehenswürdigkeiten
- Schloss Dachsberg

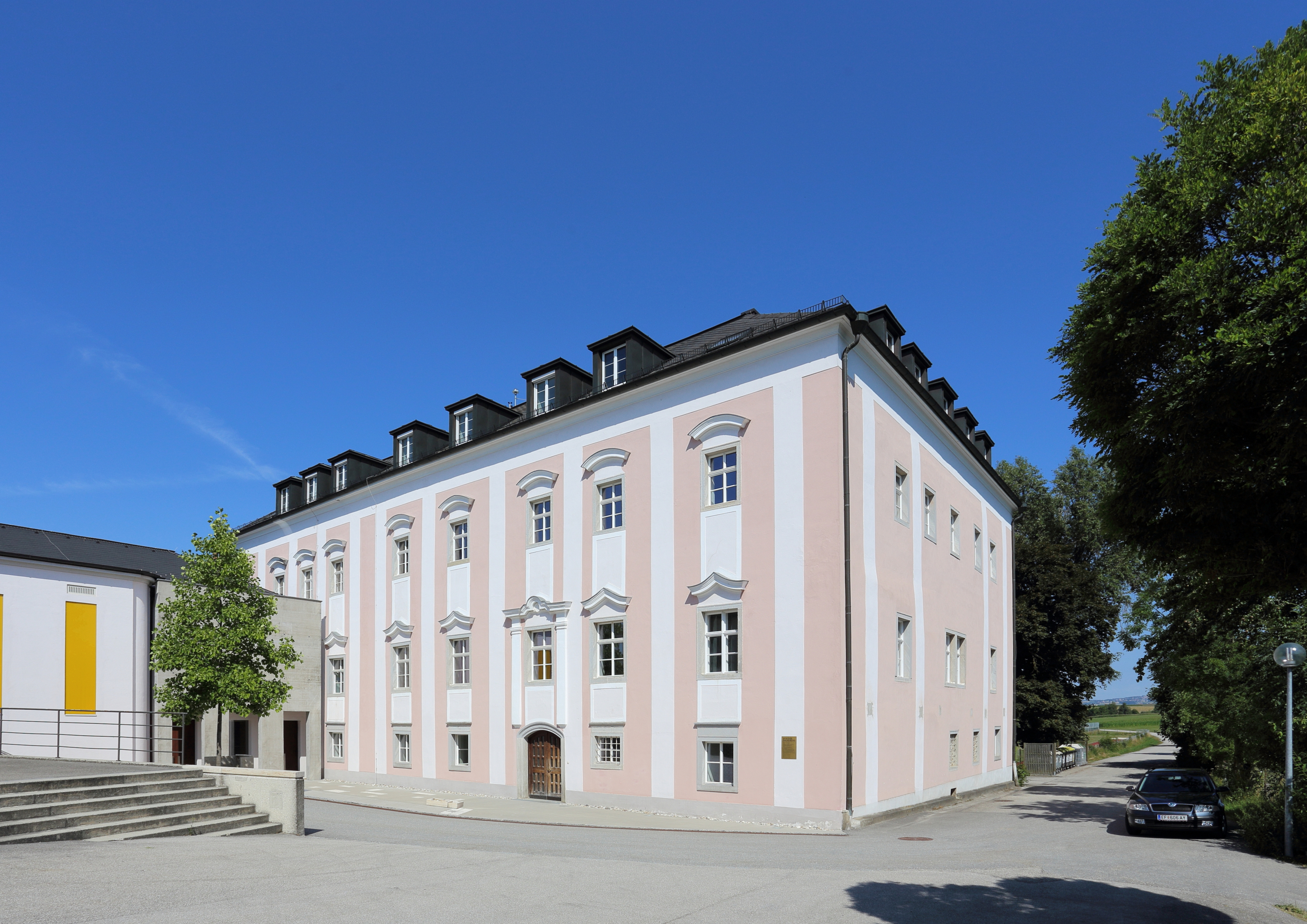
Schloss Dachsberg

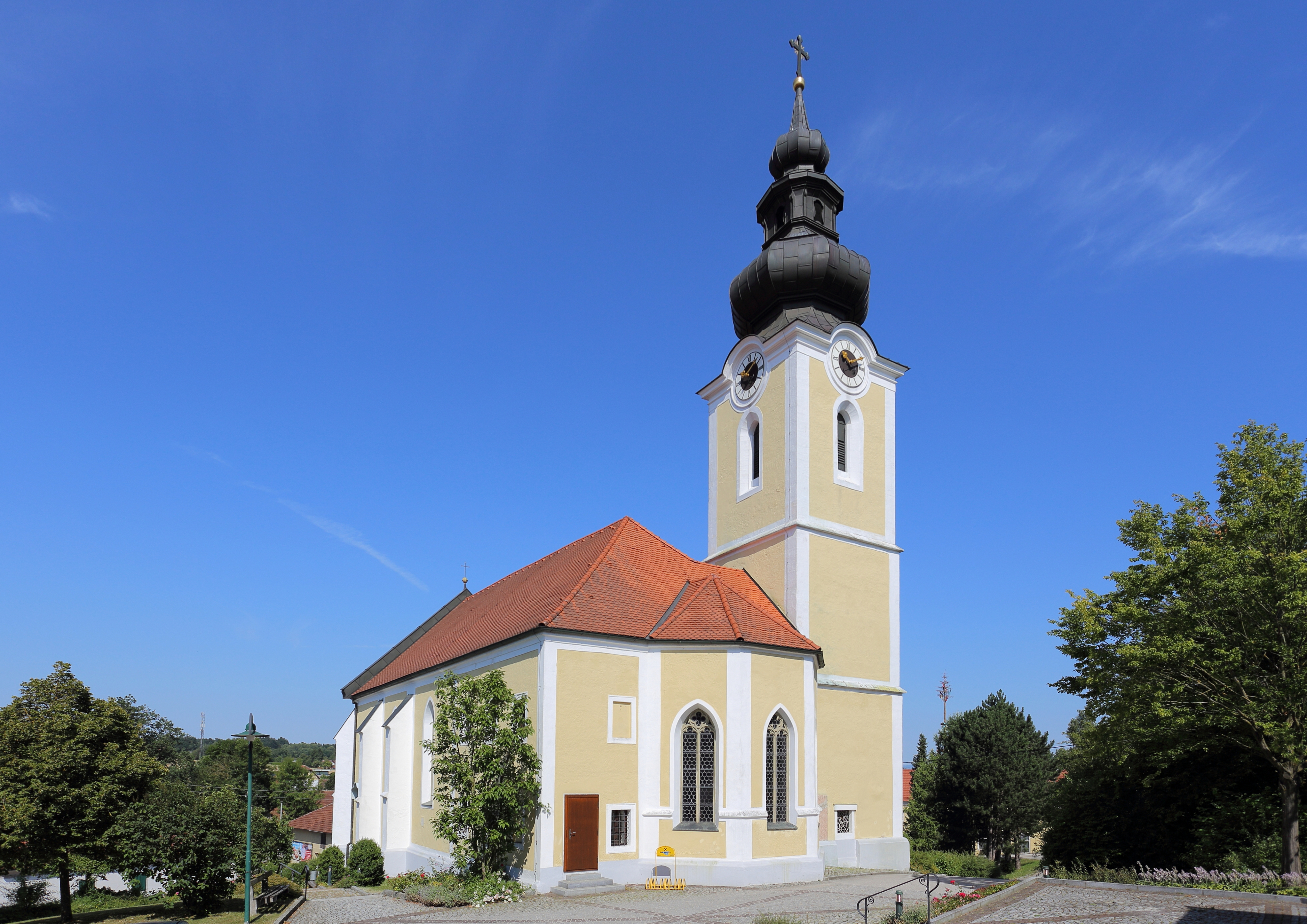
Pfarrkirche Prambachkirchen

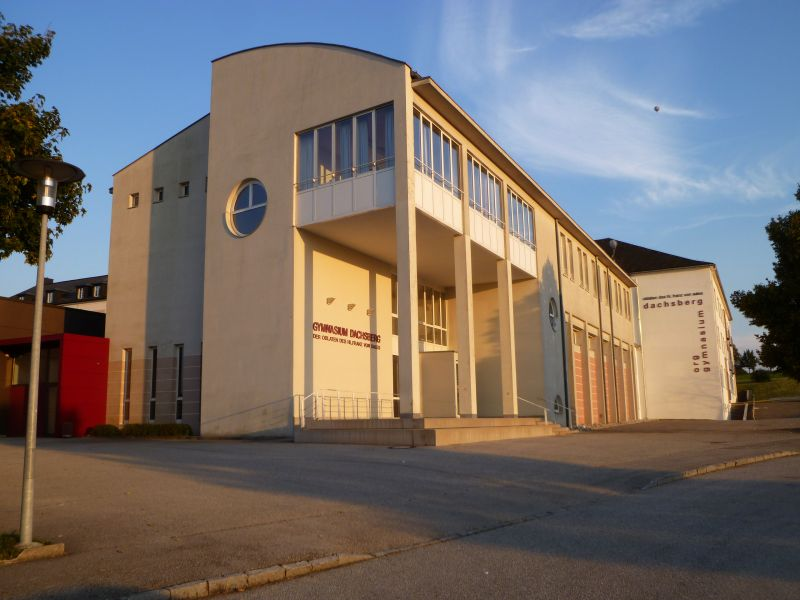
Gymnasium Dachsberg

- Katholische Pfarrkirche Prambachkirchen hl. Margareta: 1524 erbaut, gotischer Bau, später barockisiert

## Wirtschaft und Infrastruktur
(Quelle: )

### Wirtschaftssektoren
Von den 115 landwirtschaftlichen Betrieben des Jahres 2010 waren 56 Haupterwerbsbauern, die 71 Prozent der Flächen bewirtschafteten. Im Produktionssektor arbeiteten 402 Erwerbstätige im Bereich Herstellung von Waren, 46 in der Bauwirtschaft, 7 in der Wasserver- und Abfallentsorgung und 2 im Bergbau. Die wichtigsten Arbeitgeber des Dienstleistungssektors waren die Bereiche soziale und öffentliche Dienste (274) und Handel (74 Mitarbeiter).
| Wirtschaftssektor            | Anzahl Betriebe | Anzahl Betriebe | Erwerbstätige | Erwerbstätige |
| Wirtschaftssektor            | 2011            | 2001            | 2011          | 2001          |
| ---------------------------- | --------------- | --------------- | ------------- | ------------- |
| Land- und Forstwirtschaft 1) | 115             | 155             | 96            | 111           |
| Produktion                   | 31              | 23              | 457           | 391           |
| Dienstleistung               | 110             | 56              | 427           | 296           |

1) Betriebe mit Fläche in den Jahren 2010 und 1999

### Bildung
Im ehemaligen Schloss Dachsberg befindet sich das Gymnasium Dachsberg, ein privates Gymnasium der Oblaten des hl. Franz von Sales.

## Politik
| Der Gemeinderat hat 25 Mitglieder. - Mit den Gemeinderats- und Bürgermeisterwahlen in Oberösterreich 1997 hatte der Gemeinderat folgende Verteilung: 16 ÖVP, 6 SPÖ und 3 FPÖ. - Mit den Gemeinderats- und Bürgermeisterwahlen in Oberösterreich 2003 hatte der Gemeinderat folgende Verteilung: 15 ÖVP, 7 SPÖ, 2 GRÜNE und 1 FPÖ. - Mit den Gemeinderats- und Bürgermeisterwahlen in Oberösterreich 2009 hatte der Gemeinderat folgende Verteilung: 14 ÖVP, 5 FPÖ, 4 SPÖ und 2 GRÜNE. - Mit den Gemeinderats- und Bürgermeisterwahlen in Oberösterreich 2015 hatte der Gemeinderat folgende Verteilung: 12 ÖVP, 7 FPÖ, 3 SPÖ und 3 GRÜNE. - Mit den Gemeinderats- und Bürgermeisterwahlen in Oberösterreich 2021 hat der Gemeinderat folgende Verteilung: 14 ÖVP, 5 GRÜNE, 5 FPÖ und 1 MFG. | Die zur Anzeige dieser Grafik verwendete Erweiterung wurde dauerhaft deaktiviert. Wir arbeiten aktuell daran, diese und weitere betroffene Grafiken auf ein neues Format umzustellen. (Mehr dazu) |

### Bürgermeister
Bürgermeister seit 1855 waren:
- 1855–1861 Johann Wagner
- 1861–1864 Josef Eschlböck
- 1864–1864 Josef Goldberger
- 1864–1867 Franz Rehberger
- 1867–1868 Anton Ruppertsberger
- 1868–1870 Josef eschlböck
- 1870–1873 Paul Berndorfer
- 1873–1877 Mathias Sallaberger
- 1877–1880 Paul Berndorfer
- 1880–1882 Mathias Sallaberger
- 1882–1885 Paul Berndorfer
- 1885–1888 Johann Wiesinger
- 1888–1891 Paul Berndorfer
- 1891–1894 Johann Wiesinger
- 1894–1897 Johann Haslinger
- 1897–1900 Peter Rabmair
- 1900–1903 Mathias Lehner
- 1903–1906 Leopold Eschlböck
- 1906–1909 Josef Steiner
- 1909–1912 Johann Aigner
- 1912–1919 Mathias Lehner
- 1919–1921 Josef Goldberger
- 1921–1938 Karl Lachmair
- 1938–1945 Josef Hügelsberger
- 1945–1961 Josef Steiner
- 1961–1964 Matthias Eschlböck
- 1964–1979 Josef Krautgartner
- 1979–1991 Hermann Haslehner
- 1991–2007 Franz Tauber (ÖVP)
- 2007–2021 Johann Schweitzer (ÖVP)
- seit 2021 Herbert Holzinger (ÖVP)

### Wappen
Offizielle Beschreibung des 1974 verliehenen Gemeindewappens:
„In Silber ein roter Schräglinksbalken, darüber schräglinks ein blauer Turnierkragen.“
Dieses Wappen soll auf das reichsfreie Ministerialengeschlecht der „Prambacher“ verweisen, von dem sich ein Zweig gegen Ende des 11. Jahrhunderts in der Gegend von Prambachkirchen ansiedelte. Das bedeutendste Mitglied dieser Familie, Bernhard von Prambach, gründete als Bischof von Passau 1293 das Zisterzienserkloster Engelszell, das er neben anderen Besitzungen auch mit seinen eigenen Erbgütern an der Pram ausstattete. Das Gemeindewappen ist eine Version des Familienwappens der westfälisch-hessischen Herren von Brambach.
Die Gemeindefarben von Prambachkirchen sind Blau-Weiß-Rot.

## Persönlichkeiten

### Ehrenbürger der Gemeinde
- 2019: Heinrich Spörker (* 1954), Arzt[22]
- 2024: Pater Ferdinand Karer (* 1959), von 2001 bis 2023 Direktor im Gymnasium Dachsberg[23]
- 2024: Johann Schweitzer, Altbürgermeister[23]

### Söhne und Töchter der Gemeinde
- Franz Sandböck (1817–1891), österreichischer Buchhändler und Verleger
- Anton Lutz (1894–1992), österreichischer Maler

### Personen mit Bezug zur Gemeinde
- Bernhard von Prambach (* um 1220; † 1313), Bischof von Passau
- Johann Hofer (* 1940), ehem. Vizebürgermeister und Nationalratsabgeordneter